# Bahman Ghobadi

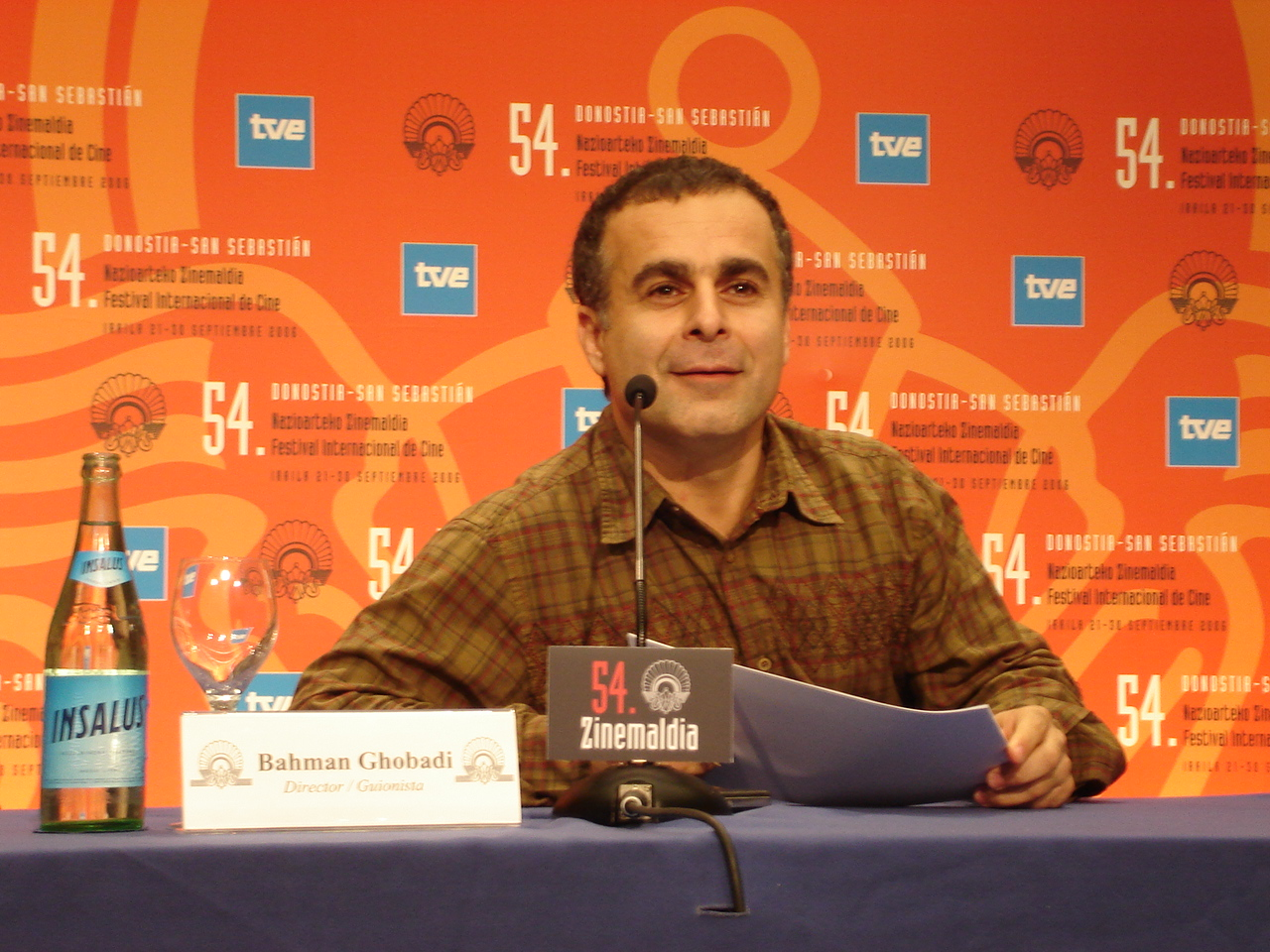
Bahman Ghobadi en una roda de premsa durant el Festival Internacional de cinema de Sant Sebastià 2006

Bahman Ghobadi (بهمن قبادی, versió persa del nom kurd Behmen Qubadî, Baneh, Iran, 1 de febrer de 1968) és un director de cinema, guionista, productor, director artístic, actor i dissenyador de producció kurd-iranià.

## Filmografia

### Com a director
- Life in fog (1999)
- A time for drunken horses (2000)
- Cançons de la terra de la meva mare (2002)
- Daf (2003)
- Les tortugues també volen (2004)
- Half moon (2006)
- No One Knows About Persian Cats (2009).

### Com a guionista
- Half moon (2006)
- Les tortugues també volen (2004)
- Daf (2003)
- Cançons de la terra de la meva mare (2002)
- A time for drunken horses (2000)
- No One Knows About Persian Cats (2009).

### Com a productor
- A time for drunken horses (2000).
- Cançons de la terra de la meva mare (2002)
- Les tortugues també volen (2004)
- Half moon (2006)
- No One Knows About Persian Cats (2009).

### Com a director artístic
- Cançons de la terra de la meva mare (2002)
- Half moon (2006)

### Com a actor
- The Blackboard (2000)
- El vent ens durà (1999)

### Com a dissenyador de producció
- Les tortugues també volen (2004)

## Premis
- Conquilla d'Or a la millor pel·lícula al Festival de Cinema de Sant Sebastià per Half moon (2006)
- Conquilla d'Or a la millor pel·lícula al Festival de Cinema de Sant Sebastià per Les tortugues també volen (2004)